# Nora Zehetner
Nora Angela Zehetner (født 5. februar 1981) er en amerikansk film- og tv-skuespiller.

## Tidlige år
Zehetner blev født i El Paso, som datter af Nancy Lynne og John Carol Zehetner. Hun gik i skole i Richardson, Texas, en forstad til Dallas, før hun flyttede tilbage til El Paso. Da hun var 14 flyttede hun til Dallas hvor hun gik på McKinney High School i flere år. Hun studerede også på Texas Academy of Mathematics and Science, et videregående kursus for studerende intereserede i matematik eller naturvidenskab, i et år.

## Karriere
Som 18-årig startede Zehetner sin skuespillerkarriere, noget hun havde drømt om siden hun var 8, og flyttede til Los Angeles. Hun medvirkede i en række film, Tart (2001), American Pie 2 (2001), R.S.V.P. (2002), May (2002), The Song of Rose (2003) blandt flere samt i flere tv-serier og reklamer. Mens hun nok er bedst kendt for rollen som Laynie Hart på WBs show Everwood, er hendes film ofte i genren komedie eller horror-genren, f.eks. May eller R.S.V.P..
I 2005 medvirkede hun i filmen Brick, som hun vandt en Special Jury Prize for Originality of Vision ved Sundance Film Festival 2005. I filmen spiller hun rollen som den rige femme fatale Laura. Soundtracket til filmen inkluderer en fuld udgave af sangen "The Sun Whose Rays Are All Ablaze" sunget af Zehetner.
I thriller-horror filmen Beneath, har hun hovedrollen som Christy.
Zehetner var gæstestjerne i rollen som Eden McCain på NBCs Heroes i otte episoder. Zap2It.com udråbte Zehetner som en af "The Underrated of 2006" (Den undervurderede i 2006) for hendes rolle.
Sammen med skuespillerene og komikerne Tom Arnold og Dax Shepard, tog Zehetner i 2007 på en USO/Armed Forces Entertainment tour til Persiske Golf-regionen for at møde tropperne og skrive autografer.
I 2007 spillede Zehetner sammen med Marisa Berenson i kortfilmen Jalouse: Elegante, famous, beautiful, jolie, der blev produceret af det franske modemagasin Jalouse som en fejring af deres 10 års jubilæum.

## Filmografi

### Film
- Tart (2001)
- American Pie 2 (2001)
- An American Town (TV movie) (2001)
- May (2002)
- R.S.V.P. (2002)
- Point of Origin (Tv-film) (2002)
- The Burning Land (2003)
- Fifty Pills (2005)
- Brick (2005)
- Conversations with Other Women (2005)
- The Adventures of Big Handsome Guy and His Little Friend (2005)
- Beneath (2007)
- Remarkable Power (2007)
- The Brothers Bloom (2008)
- Spooner (2008)

### Tv
- Gilmore Girls: "Rory's Birthday Parties" (2000)
- Going to California: "Taking Care of Biscuits" (2001)
- Septuplets (tv-serie) (2002)
- She Spies: "Daddy's Girl" (2002)
- Off Centre: "The Deflower Half-Hour" (2002)
- Everwood (2003-2004)
- Heroes (2006)
- Princess (2008)